# Ostroh
Ostroh (ukrainisch Острог; russisch Острог Ostrog, polnisch Ostróg) ist eine ukrainische Stadt in der Oblast Riwne mit etwas mehr als 14.000 Einwohnern.

## Geographische Lage
Ostroh liegt südlich der Bezirkshauptstadt Riwne kurz vor der Grenze zur Oblast Chmelnyzkyj an der Fernstraße M 21 sowie am Zusammenfluss der Wilija mit dem Horyn.
Die nächstgrößeren Städte sind Riwne und Schepetiwka.

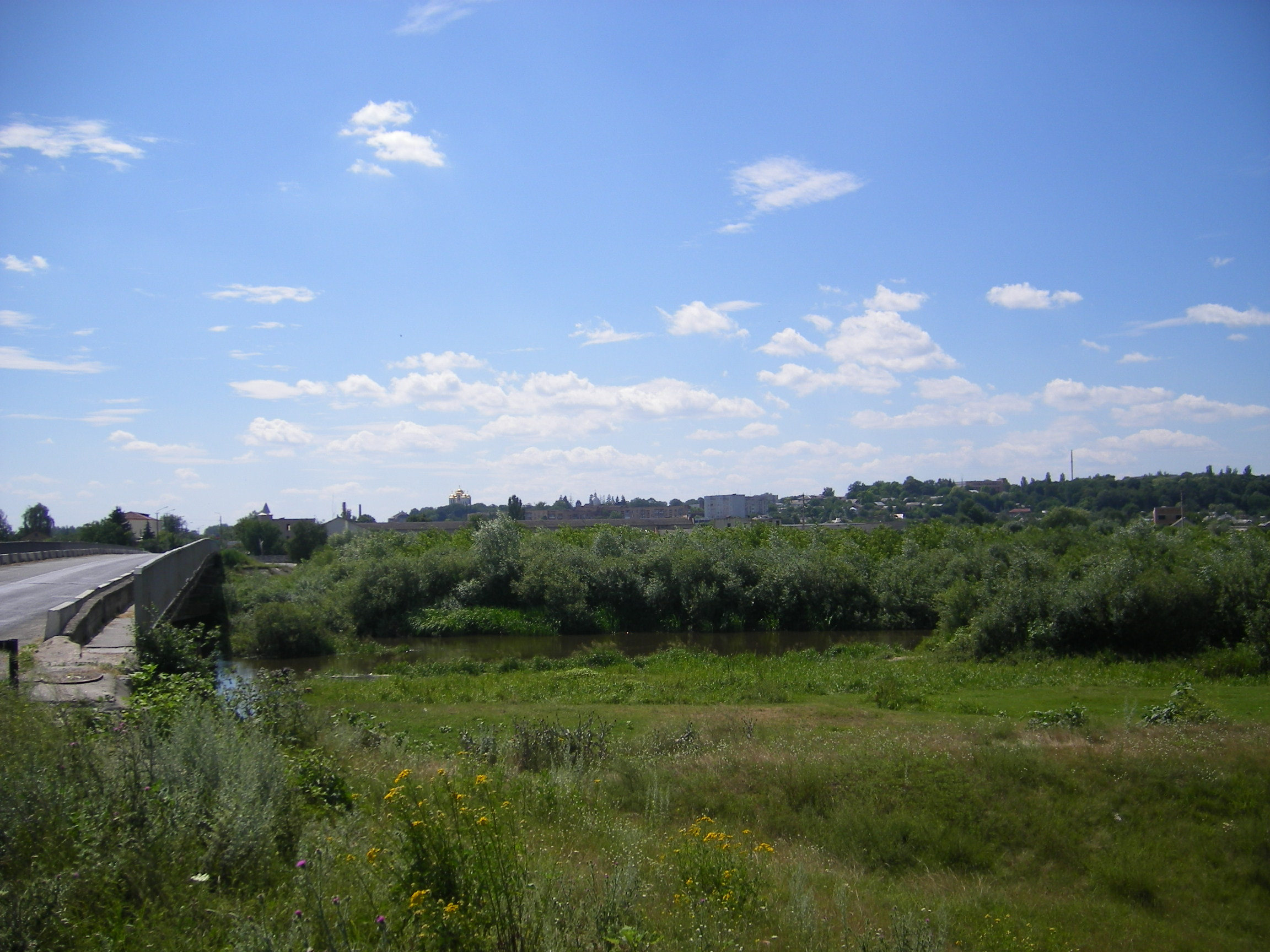
Blick auf die Stadt vom Fluss Horyn aus

## Geschichte
Der Name der Stadt geht auf einen Ostrog (Holzfestung) zurück. Der Ort wurde 1100 zum ersten Mal vom Kiewer Chronisten Nestor als „Stadt mit Burg“ schriftlich erwähnt, existierte aber schon lange vorher. Im 13. Jahrhundert wurde die Siedlung von den Mongolen gebrandschatzt. Im 14. Jahrhundert wurde die Region zum Zankapfel zwischen Polen und Litauen. 1386 fiel die Stadt an Litauen. Seit dem 15. Jahrhundert existierte hier eine bedeutende jüdische Gemeinde mit eigener Talmudschule, so dass im 16. Jahrhundert eine gemauerte Renaissance-Synagoge erbaut wurde. 1577 gründete hier Iwan Fjodorow die erste Druckerei, welche die weltweit ersten Bücher in Kirchenslawisch produzierte, darunter die Ostroger Bibel. 1579 stiftete hier Fürst Konstanty Wasyl Ostrogski eine griechisch-orthodoxe Akademie, weshalb die Stadt zu einem wichtigen Bildungs- und Kulturzentrum wurde und den Beinamen „Ostroher Athen“. Es existierten hier damals neun orthodoxe Kirchen. 1585 bekam Ostroh Stadtrechte verliehen. Im 17. Jahrhundert existierte hier auch eine Schule der Arianer. 1624 stiftete Fürstin Anna Chodkiewiczowa ein Jesuitenkolleg. In den Jahren 1609 bis 1753 war Ostroh das Zentrum einer großen Ordination, was die Entwicklung der Stadt beförderte.
In den 1640er Jahren wurde die Stadt mehrfach von Kosaken und Tataren überfallen. Die katholische Bevölkerung wurde dabei fast vollständig ausgerottet und die katholischen Einrichtungen zerstört. Von diesen Zerstörungen hatte sich die Stadt wirtschaftlich nie vollständig erholt, obwohl die Jesuitenschule fast zwei Jahrhunderte weiter betrieben wurde.
1793 fiel Ostroh im Rahmen der zweiten Teilung Polens an Russland und in den Jahren 1795 bis 1825 war es Sitz des Gouverneurs. 1796 wurden die ehemalige Jesuitenschule in ein russisch-orthodoxes Seminar umgewandelt, das allerdings nach einem schweren Brand 1821 nicht wieder aufgebaut wurde und verfiel. 1897 wurde an dieser Stelle das polnische Kreisgymnasium, ein bis heute existierendes Gymnasium, erbaut. 1826 wurden hier einige Dekabristen exekutiert. Wirtschaftlich verfiel die Stadt im 19. Jahrhundert zunehmend, da sie nicht an das Eisenbahnnetz angeschlossen wurde (die nächstgelegene Station namens Ostroh an der Bahnstrecke Kowel–Kosjatyn befindet sich 14 Kilometer nördlich).
Während des Polnisch-Sowjetischen Krieges 1918–1920 war die Stadt drei Mal umkämpft. Zwischen 1920 und 1939/45 war Ostroh unter dem polnischen Namen Ostróg Grenzstadt zwischen Polen und der Sowjetunion. Hier war eine große Garnison der polnischen Grenztruppen KOP angesiedelt.
Während sich Polen seit 1. September im Krieg gegen das III. Reich befand, wurde die Stadt am 17. September 1939 von der Roten Armee besetzt, nachdem sich die polnischen Grenztruppen KOP zurückgezogen hatten. Im Dezember 1939 wurde Ostroh zum Verwaltungszentrum der Oblast Rowno. Im Sommer 1941 wurde Ostroh von der Wehrmacht besetzt, kurz nachdem der Krieg zwischen Deutschland und Sowjetunion ausbrach.
Während des Zweiten Weltkrieges hatte die Stadt viele Einwohner verloren: Erst wurden viele Juden, die vor Kriegsbeginn noch 61 % der Bevölkerung stellten, nach Sibirien deportiert. Von den etwa 7000, die bleiben durften, wurden die etwa 6500 in den Jahren von 1941 bis 1944 von den Nazis und ihren lokalen Helfershelfern in vier „Aktionen“ exterminiert. Allein am 15. Oktober 1942 wurden 2000 Menschen erschossen, als das Ghetto aufgelöst wurde. Später wurde die Stadt zum Zufluchtsort der Polen, die hier Schutz vor ukrainischen Nationalisten suchten, bevor die Stadt am 5. Februar 1944 von der Roten Armee zurückerobert wurde.
Ab 1945 gehörte Ostroh offiziell zur Sowjetunion und die hier lebenden Polen wurden überwiegend „repartiiert“. Seitdem befand sie sich in der Ukrainischen SSR, die 1991 sich für unabhängig erklärte.

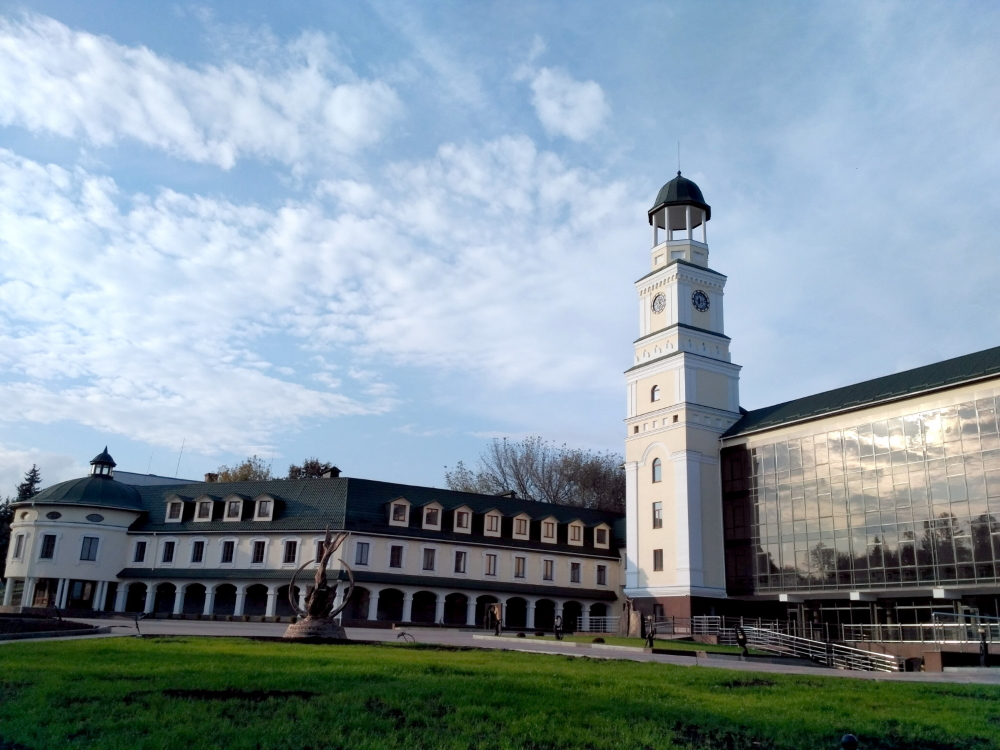
Ostroger Akademie

1994 wurde das „Ostroher Höheres Kollegium“ (ukrainisch Острозький Вищий Колегіум) gegründet, welches 1996 den historischen Namen „Ostroger Akademie“ (ukrainisch Острозька академія) annahm und im Jahre 2000 zur nationalen Universität erklärt wurde. Juli 1995 wurde Ostroh der Status einer Stadt unter Rajonsverwaltung verliehen, seither ist sie nicht mehr administrativer Teil, jedoch weiterhin administratives Zentrum des gleichnamigen Rajons Ostroh.
Ostroh pflegt eine Städtepartnerschaft mit der polnischen Stadt Sandomierz.

## Verwaltungsgliederung
Am 26. Juli 2019 wurde die Stadt zum Zentrum der neugegründeten Stadtgemeinde Ostroh (Острозька міська громада/Ostroska miska hromada). Zu dieser zählten auch das Dorf Roswasch, bis dahin bildete die Stadt die gleichnamige Stadtsratsgemeinde Ostroh (Острозька міська рада/Ostroska miska rada) im Südosten am Rand des Rajons Ostroh.
Am 12. Juni 2020 kam noch die 54 in der untenstehenden Tabelle aufgelistetenen Dörfer zum Gemeindegebiet.
Am 17. Juli 2020 wurde der Ort Teil des Rajons Riwne.
Folgende Orte sind neben dem Hauptort Ostroh Teil der Gemeinde:
| Name                     | Name        | Name                         | Name                                          | Name |
| ukrainisch transkribiert | ukrainisch  | russisch                     | polnisch                                      |      |
| ------------------------ | ----------- | ---------------------------- | --------------------------------------------- | ---- |
| Badiwka                  | Бадівка     | Бадовка (Badowka)            | Badówka                                       |      |
| Batkiwzi                 | Батьківці   | Батьковцы (Batkowzy)         | Batkowce                                      |      |
| Bilaschiw                | Білашів     | Белашов (Belaschow)          | Białaszów                                     |      |
| Bolotkiwzi               | Болотківці  | Болотковцы (Bolotkowzy)      | Bołotkowce                                    |      |
| Brodiw                   | Бродів      | Бродов (Brodow)              | Brodów                                        |      |
| Brodiwske                | Бродівське  | Бродовское (Brodowskoje)     | Brodów                                        |      |
| Bubniwka                 | Бубнівка    | Бубновка (Bubnowka)          | -                                             |      |
| Buchariw                 | Бухарів     | Бухаров (Bucharow)           | Bucharów                                      |      |
| Choriw                   | Хорів       | Хоров (Chorow)               | Chorów                                        |      |
| Chriniw                  | Хрінів      | Хренов (Chrenow)             | Chrenów                                       |      |
| Danyliwka                | Данилівка   | Даниловка (Danilowka)        | Daniłówka                                     |      |
| Derewjantsche            | Дерев'янче  | Деревянче                    | Derewiańcze                                   |      |
| Dubyny                   | Дубини      | Дубины (Dubiny)              | Dubiny, Dębina                                |      |
| Haj                      | Гай         | Гай (Gai)                    | Czeski Gaj                                    |      |
| Hremjatsche              | Грем'яче    | Гремячее (Gremjatscheje)     | Hremiacze                                     |      |
| Hrosiw                   | Грозів      | Грозов (Grosow)              | Hrozów                                        |      |
| Illjaschiwka             | Ілляшівка   | Ильяшевка (Iljaschewka)      | Eljaszówka-Laszówka, Eljaszówka               |      |
| Krajiw                   | Країв       | Краев (Krajew)               | Krajów                                        |      |
| Kurasch                  | Кураж       | Кураж                        | Kuraż                                         |      |
| Kurhany                  | Кургани     | Курганы (Kurgany)            | Kurhany                                       |      |
| Kutjanka                 | Кутянка     | Кутянка                      | Lachów                                        |      |
| Lebedi                   | Лебеді      | Лебеди                       | Lebiedzie                                     |      |
| Ljutschyn                | Лючин       | Лючин (Ljutschin)            | Luczyn                                        |      |
| Meschyritsch             | Межиріч     | Межирич (Meschiritsch)       | Międzyrzecz, Międzyrzecz Ostrogski            |      |
| Mohyljany                | Могиляни    | Могиляны (Mogiljany)         | Mogilany, Mohylany                            |      |
| Moschtschanyzja          | Мощаниця    | Мощаница (Moschtschaniza)    | Moszczanica                                   |      |
| Mychajliwka              | Михайлівка  | Михайловка (Michailowka)     | Michałpol                                     |      |
| Mychalkiwzi              | Михалківці  | Михалковцы (Michalkowzy)     | Michałkowce                                   |      |
| Myljatyn                 | Милятин     | Милятин (Miljatin)           | Milatyn, Milatyn-Boryny                       |      |
| Nowomalyn                | Новомалин   | Новомалин (Nowomalyn)        | Nowomalin                                     |      |
| Noworodtschyzi           | Новородчиці | Новородчицы (Noworodtschizy) | Noworodczyce                                  |      |
| Oschenyn                 | Оженин      | Оженин (Oschenin)            | Ożenin                                        |      |
| Ploske                   | Плоске      | Плоское (Ploskoje)           | Płoska                                        |      |
| Potschapky               | Почапки     | Почапки (Potschapki)         | Poczapki                                      |      |
| Prykordonne              | Прикордонне | Прикордонное (Prikordonnoje) | Holendry Słobodzkie (gehörte zur Sowjetunion) |      |
| Raduschne                | Радужне     | Радужное (Raduschnoje)       | Popowce                                       |      |
| Roswasch                 | Розваж      | Розваж                       | Rozważ                                        |      |
| Sadky                    | Садки       | Садки (Sadki)                | Sadki                                         |      |
| Sawydiw                  | Завидів     | Завидов (Sawidow)            | Zawidowo                                      |      |
| Sawysiw                  | Завизів     | Завизов (Sawisow)            | Zawizów                                       |      |
| Schljach                 | Шлях        | Шлях                         | -                                             |      |
| Sijanzi                  | Сіянці      | Сеянцы (Sejanzy)             | Sijańce                                       |      |
| Slobidka                 | Слобідка    | Слободка (Slobodka)          | Słobodka (gehörte zur Sowjetunion)            |      |
| Stadnyky                 | Стадники    | Стадники (Stadniki)          | Stadniki                                      |      |
| Teremne                  | Теремне     | Теремное (Teremnoje)         | Teremne                                       |      |
| Tessiw                   | Тесів       | Тесов (Tessow)               | Tesów, Tessów                                 |      |
| Totschewyky              | Точевики    | Точевики (Totschewiki)       | Toczewiki                                     |      |
| Tschernjachiw            | Черняхів    | Черняхов (Tschernjachow)     | Czerniachów                                   |      |
| Ukrajinka                | Українка    | Украинка (Ukrainka)          | Korostowa                                     |      |
| Welbiwno                 | Вельбівно   | Вельбовно (Welbowno)         | Wielbowne                                     |      |
| Werchiw                  | Верхів      | Верхов (Werchow)             | Wierzchów                                     |      |
| Wilija                   | Вілія       | Вилия                        | Wilja                                         |      |
| Woloskiwzi               | Волосківці  | Волосковцы (Woloskowzy)      | Wołoskowce                                    |      |
| Wyschenky                | Вишеньки    | Вишенки (Wischenki)          | Wisienki                                      |      |

## Personen mit Bezug zu Ostroh
- Herassim Smotryzkyj († 1594), ukrainischer Schriftsteller, Dichter und Pädagoge
- Iwan Fjodorow (1510–1583), Druckereipionier
- Fürst Konstanty Wasyl Ostrogski (1526–1608), Magnat, Kulturförderer, Heerführer
- Fürstin Elżbieta Ostrogska (1539–1582), die „Schwarze Dame“
- Jan Latosz (1539–1608), Arzt und Astronom
- Andrzej Rymsza (ukr. Андрій Римша) (ca. 1550 – nach 1595), polnisch-russischer Schriftsteller und Dichter
- Hiob Knyahynytskyi (ca. 1550–1621), orthodoxer hl. Mönch
- Iwan Wyschenskyj (um 1550 – nach 1620), ruthenischer Mönch und Gelehrter
- Fürst Janusz Konstantynowicz Ostrogski (1554–1620), Magnat und Heerführer
- Jesaja Horovitz (1565–1630), Talmudforscher und Kabbalist
- Samuel Edels (1555–1631), Talmudforscher, Rektor der Rabbinerschule, auch als Maharscha bekannt.
- Hiob (Iwan Borecki) († 1631), orthodoxer Metropolit von Kiew
- Simon Pekalid (1567 – nach 1601), Hofdichter
- Chrystofor Filalet Bronski (Mitte 16. Jh. – Mitte 17. Jh.), Schriftsteller und Philosoph
- Meletij Smotryzkyj (1577–1633), Theologe und Philologe
- Damian Naliwajko († 1627), orthodoxer Geistlicher, Schriftsteller und Pädagoge
- Petro Konaschewytsch-Sahaidatschnyj (1570–1622), Kosakenführer
- Semka Levkowitz (ukr.: Земка Тарасій Левкович) († 1632), orthodoxer Diakon, Pädagoge in Kiew
- David ben Samuel ha-Levi (um 1586–1667), Begründer einer Talmudschule um 1641
- Andreas Vengerscius (1600–1649), protestantischer geistlicher und Schriftsteller
- Anna Chodkiewiczowa (1600–1654), Wohltäterin, letzte Fürstin Ostrogski
- Fürstin Anna Jabłonowska (1728–1800), Politikerin, Publizistin und Wohltäterin
- Jan Paweł Woronicz (1757–1829), polnischer Dichter, Politiker, Primas von Polen
- Nikolai Iwanowitsch Kostomarow (1817–1885), ukrainisch-russischer Sozialaktivist, Dichter und Historiker
- Pantelejmon Kulisch (1819–1897), ukrainischer Ethnologe, Historiker und Publizist
- Stanisław Kardaszewicz (1826–1886), Jurist und Lokalhistoriker
- Iwan Netschuj-Lewyzkyj (1838–1918), ukrainischer Schriftsteller, Lehrer, Übersetzer
- Menachem Mendel Biber (1848–1923), jüdischer Lokalhistoriker
- Kazimierz Kardaszewicz (1855–1945), Militärarzt, General in Polen und Russland
- Mychajlo Kotsjubynskyj (ukr.: Михайло Михайлович Коцюбинський) (1864–1913), ukrainischer Schriftsteller
- Ioannikij Malinowskij (1868–1932), ukrainisch-russischer Rechtshistoriker
- Michailo Tutschmeskij (1872–1945), orthodoxer Kleriker, Pädagoge, Lokalaktivist
- Jewhen Spektorskyj (1875–1951), ukrainischer Philosoph und Rechtswissenschaftler
- Hilarion (Iwan) Ohienko (1882–1972), Publizist, Politiker, orthodoxer Kleriker, Kirchenhistoriker, Metropolit von Kanada
- Wolodimir Salskyj (1883–1940), General der Streitkräfte der Ukrainischen Volksrepublik
- Wolodimir Duditsch (1885–1920), Sozialdemokrat, Mitglied des ukrainischen Zentralrats
- Alexei Innokentjewitsch Antonow (1896–1962), sowjetischer Armeegeneral
- Sr. Barbara (Vera Grosser) (1908–1986), orthodoxe Ordensfrau in Polen
- Pf. (Bolesław) Remigiusz Kranc (1910–1977), polnischer Kapuziner, Widerstandskämpfer
- Bolesław Drobiński (1918–1995), Fliegerass, polnischer und britischer Major der Luftwaffe
- Oleg Saretschniuk (1923–2002), ukrainischer Chemiker und Pädagoge
- Petro Andrjuchov (1924–1996), ukrainischer Historiker und Landeskundler
- Mikola Kowalskij (1929–2006), ukrainischer Historiker und Pädagoge
- Bogusław Litwiniec (* 1931), polnischer Theaterregisseur und Politiker
- Anna Cieplewska (1936–2006), polnische Film- und Theaterschauspielerin
- Mirosława Lombardo (* 1937), polnische Film- und Theaterschauspielerin
- Igor Demidowitsch Pasitschnyk (1946), Psychologe, Rektor der Ostroger Akademie
- Mikola Kutscheruk (1947–2013), Architekt, Denkmalschützer
- Alexander Tarchanow (* 1961), ukrainisch-russischer Opernsänger und Schauspieler
- Witalij Kosowski (* 1973), ukrainischer Fußballspieler
- Sergij Sachartschuk (* 1984), Sportler-Gewichtheber, Stadtrat